# Hockey Club Bloemendaal
Maillots
Le Hockey Club Bloemendaal, communément appelé Bloemendaal, est un club néerlandais de hockey sur gazon basé à Bloemendaal, Hollande-Septentrionale. Elle a été fondée le 26 avril 1895. Originellement, ce club pratique également du bandy. Le HC Bloemendaal est l'un des clubs les plus titrés des Pays-Bas, l'équipe masculine se disputant le titre dans la ligue la plus élevée ("Hoofdklasse") presque chaque année.

## Honneurs

### Hommes
Hoofdklasse
- Champions (21): 1918–1919, 1919–1920, 1920–1921, 1921–1922, 1922–1923, 1985-1986, 1986-1987, 1987-1988, 1988-1989, 1990-1991, 1992-1993, 1998-1999, 1999-2000, 2001-2002, 2005-2006, 2006-2007, 2007-2008, 2008-2009, 2009–2010, 2018–2019, 2020–2021
- Vice-champions (12): 1917–1918, 1921–1922, 1923–1924, 1924–1925, 1984–1985, 1991–1992, 1993–1994, 1995–1996, 2003–2004, 2004–2005, 2010–2011, 2013–2014

Euro Hockey League
- Champions (6): 2008-2009, 2012-2013, 2017-2018, 2021, 2022, 2022-2023

Coupe d'Europe de hockey sur gazon des clubs champions
- Champions (2): 1987, 2001
- Vice-champions (3): 1988, 1994, 2000

Coupe d'Europe de hockey sur gazon des clubs gagnants
- Champions (1): 2006

Hoofdklasse en salle
- Champions (1): 1986-1987

### Femmes
Gold Cup
- Champions (1): 2017-2018

## Joueurs notables

### Internationaux masculins
Pays-Bas
- Marc Benninga
- Floris Jan Bovelander
- Jaap-Derk Buma
- Jorrit Croon
- Cees Jan Diepeveen
- Theo Doyer
- Rogier Hofman
- Erik Jazet
- Wouter Jolie
- Karel Klaver
- Hendrik Jan Kooijman
- Teun de Nooijer
- Gert Jan Schlatmann
- Glenn Schuurman
- Jiske Snoeks
- Jaap Stockmann
- Macha van der Vaart
- Maurits Visser
- Diederik van Weel
- Remco van Wijk

 Australie
- Jamie Dwyer
- Blake Govers

 Belgique
- Arthur van Doren

 Allemagne
- Tibor Weißenborn
- Christopher Zeller

 Inde
- Sardar Singh

 Espagne
- Rodrigo Garza

### Internationaux féminins
Pays-Bas /  Brésil
- Inge Vermeulen
- Danique Visser

 Argentine
- Cecilia Rognoni
- Pilar Romang

 Grande-Bretagne /  Angleterre
- Helen Richardson-Walsh
- Kate Richardson-Walsh

 Irlande
- Anna O'Flanagan
- Chloé Watkins